# Pyramica bunki
Pyramica bunki är en myrart som först beskrevs av Brown 1950.  Pyramica bunki ingår i släktet Pyramica och familjen myror. Inga underarter finns listade i Catalogue of Life.

## Bildgalleri